# Thall (Pakistan)
Thall (auch Thal, Tal, paschtunisch ټل, Urdu: ٹل&lem;) ist eine Stadt in Thall Tehsil im Distrikt Hangu in der Provinz Khyber Pakhtunkhwa, Pakistan. Die Stadt liegt am Eingang zum Distrikt Kurram und nahe an Nordwasiristan und der Provinz Chost von Afghanistan.

## Geographie
Die Stadt liegt auf einer Höhe von 742 m (2437 ft). Sie ist umgeben von den Bergen Khadimakh (N, 1493 m), Kaparluta (SO, 959 m) und Bakarkhani Sar (SW, 976 m). Nordöstlich der Stadt liegt das kleine Thal Airfield.

## Verwaltung

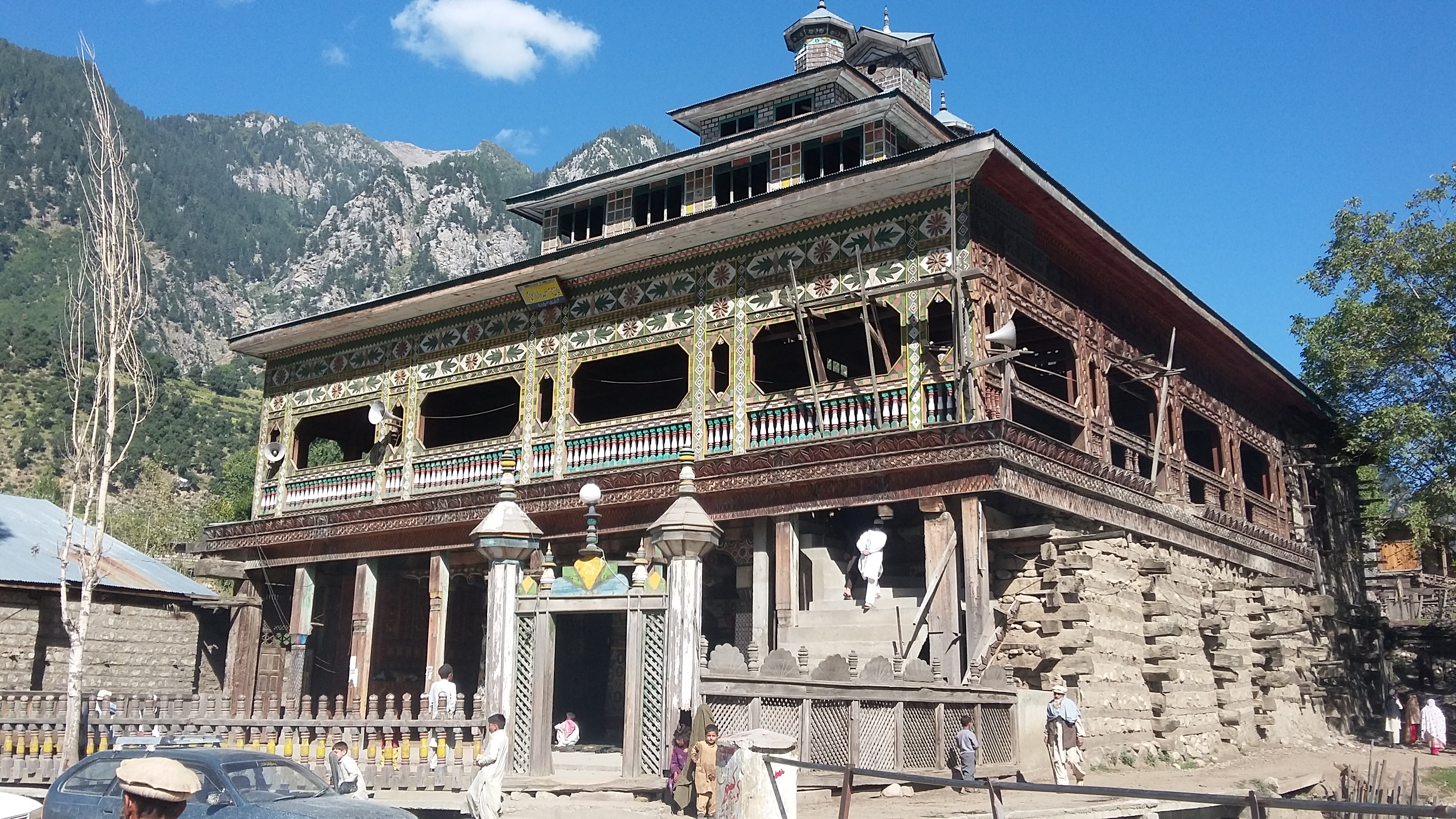
Thall Mosque

Die Stadt ist unterteilt in zwei Union Councils. Sie wird durch den Fluss Kurram von Nordwasiristan getrennt. Die Straßen Peshawar-Tal und Tal-Parachinar sind die wichtigsten Verkehrsverbindungen nach Nordwesten und Nordosten. Nach Peschawar ist es eine ca. 4-stündige Autofahrt und nach Kohat ca. 3 Stunden.
Ein großer Basar ist ein wichtiger Umschlagplatz für Händler aus Kurram, Afghanistan und den umliegenden Regionen. Das historische Fort in Thall wurde von den Briten 1909 erbaut. Es dient als Quartier für die Thall Scouts, eine Paramilitärische Einheit.
Die Quelle Wali Chena (Wali Spring)ist ein beliebtes Freizeitziel. Im Hain Toor Koot werden oft Picknicks veranstaltet.

## Bevölkerung
1998 hatte die Stadt 25.355 Einwohner. Seither ist die Bevölkerung auf ca. 31.000 Personen angewachsen.

## Bildung
Es gibt zahlreiche öffentliche und private Bildungseinrichtungen, unter anderem das staatliche Govt Degree College Thall (boys) und Govt Girls Degree College Thall (girls).